# Distretto di Blansko
Il distretto di Blansko (in ceco okres Blansko) è un distretto della Repubblica Ceca nella regione della Moravia Meridionale. Il capoluogo di distretto è la città di Blansko.

## Geografia antropica
Il distretto conta 116 comuni:

### Città
- Adamov
- Blansko
- Boskovice
- Kunštát
- Letovice
- Olešnice
- Rájec-Jestřebí
- Velké Opatovice

### Comuni mercato
- Černá Hora
- Doubravice nad Svitavou
- Jedovnice
- Knínice u Boskovic
- Křtiny
- Lysice
- Ostrov u Macochy
- Sloup
- Svitávka

### Comuni
- Bedřichov
- Benešov
- Borotín
- Bořitov
- Brťov-Jeneč
- Bukovina
- Bukovinka
- Býkovice
- Cetkovice
- Crhov
- Černovice
- Deštná
- Dlouhá Lhota
- Drnovice
- Habrůvka
- Hodonín
- Holštejn
- Horní Poříčí
- Horní Smržov
- Chrudichromy
- Jabloňany
- Kněževes
- Kořenec
- Kotvrdovice
- Kozárov
- Krasová
- Krhov
- Křetín
- Křtěnov
- Kulířov
- Kunčina Ves
- Kunice
- Kuničky
- Lazinov
- Lažany
- Lhota Rapotina
- Lhota u Lysic
- Lhota u Olešnice
- Lipovec
- Lipůvka
- Louka
- Lubě
- Ludíkov
- Makov
- Malá Lhota
- Malá Roudka
- Míchov
- Milonice
- Němčice
- Nýrov
- Obora
- Okrouhlá
- Olomučany
- Pamětice
- Petrov
- Petrovice
- Prostřední Poříčí
- Ráječko
- Roubanina
- Rozseč nad Kunštátem
- Rozsíčka
- Rudice
- Sebranice
- Senetářov
- Skalice nad Svitavou
- Skrchov
- Spešov
- Stvolová
- Sudice
- Suchý
- Sulíkov
- Světlá
- Svinošice
- Šebetov
- Šebrov-Kateřina
- Šošůvka
- Štěchov
- Tasovice
- Uhřice
- Újezd u Boskovic
- Újezd u Černé Hory
- Úsobrno
- Ústup
- Valchov
- Vanovice
- Vavřinec
- Vážany
- Velenov
- Vilémovice
- Vísky
- Voděrady
- Vranová
- Vysočany
- Závist
- Zbraslavec
- Žďár
- Žďárná
- Žernovník
- Žerůtky